# 葉化成
葉化成（1800年或1812年—？），字東谷，為清朝福建省海澄縣人，後來移居於廈門靖山下。於1853年（道光15年）考上舉人，活躍於道光咸豐年間，並與呂世宜為莫逆之交，亦同為郭尚先與周凱的弟子 ，深受郭氏與周氏師帖學主流的理念影響。之後由周凱推薦至板橋林本源家所設之「汲古書屋」擔任教師。與同時期之流寓書畫家呂世宜、謝琯樵等兩人，合稱「林家三先生」。是三位先生中，在臺時間最短。也因其書法造詣，與呂世宜（西村）合稱東西二家，並與陳南金、林國華（樞北）合成「東西南北」四名家。
葉化成擅長書畫，書法方面曾有一說擅長隸書，但目前傳世作品多以行書為主，無其隸書作品。行書作品曾臨摹顏真卿三稿《祭侄文稿》、《祭伯文稿》和《爭座位稿》，將顏氏行草法帖帶入北台灣。因同時期謝琯樵亦學習顏氏書法，使得道光之後，臺灣大多數讀書人普遍學習顏行草書，成為當時的風氣，對北台灣文化之發展有所影響。
繪畫方面，擅長山水，畫風師法清初四王一系（王時敏、王鑑、王翬、王原祁）。但因遺留在臺之存世作品不多，因此在林家三先生當中，其知名度低於呂、謝二氏。

## 畫作
國立歷史博物館典藏：《山水扇面》
國立臺灣美術館典藏：《四季山水圖四屏》、《行書節錄左思魏都賦軸》
高雄市立美術館：《行書條幅》